# Don Robey
Don Robey (* 1. November 1903 in Houston, Texas; † 16. Juni 1975 ebenda) war ein US-amerikanischer Songschreiber, Promoter und Musikproduzent. Er war der erste Afroamerikaner, dem ein erfolgreiches Plattenlabel gehörte. Zu den Künstlern, die er unter Vertrag hatte, gehörten Bobby „Blue“ Bland, Big Mama Thornton, Clarence „Gatemouth“ Brown, Memphis Slim, Little Junior Parker und viele andere.
Bevor er sich dem Musikgeschäft zuwandte, versuchte sich Robey in verschiedenen Tätigkeiten – so war er u. a. professioneller Spieler und Taxi-Unternehmer. In den 1930ern organisierte er in der Gegend um Houston Tanzveranstaltungen. In Los Angeles betrieb er zeitweilig einen Club, bevor er Mitte der 1940er in Houston den „Bronze Peacock Dinner Club“ eröffnete. Dazu kam ein Plattenladen, eine Künstleragentur und 1949 das Plattenlabel Peacock Records.
Robey hatte Clarence „Gatemouth“ Brown unter Vertrag, mit dem Peacock seine ersten Hits hatte. Die erste Nummer 1 hatte das Label mit Hound Dog von Big Mama Thornton.
1952 vereinigten sich Peacock und Duke Records aus Memphis (Tennessee) zu Duke-Peacock. 1953 wurde Robey alleiniger Eigentümer. Zu den Stars des Labels gehörten Johnny Ace, Rosco Gordon, Little Junior Parker und Bobby „Blue“ Bland.
1957 gründete Robey das R&B-Label Back Beat. Duke-Peacock konzentrierte sich neben Blues auf Gospel. 1973 verkaufte Robey Duke-Peacock und war für den neuen Eigentümer, ABC-Dunhill Records, als Berater tätig.
Don Robey starb 1975 in Houston.